# 420年代
| 千纪： | 1千纪                                                                                  |
| 世纪： | 4世纪 \| 5世纪 \| 6世纪                                                                |
| 年代： | 390年代 \| 400年代 \| 410年代 \| 420年代 \| 430年代 \| 440年代 \| 450年代              |
| 年份： | 420年 \| 421年 \| 422年 \| 423年 \| 424年 \| 425年 \| 426年 \| 427年 \| 428年 \| 429年 |

## 大事记
420年——宋武帝劉裕取代東晉政權而建立。國號宋，史稱劉宋，定都建康。

## 出生
- 芝諾（約425年－491年），東羅馬帝國皇帝。